# Estación de Jejin
Jejinyeok (猪津驛) es una estación situada en la República de Corea (Corea del Sur) en la Provincia de Kangwon Goseong hyeonnaemyeon en Sacheonri, región que fue heredada de la antigua súper región que fue abolida en 1950. Se encuentra muy cerca de la frontera norcoreana y solo se puede ingresar con el permiso de los militares en el lado norte de la DMZ . 
Se completó el 15 de marzo de 2006 como una oficina de acceso intercoreana de acuerdo con el proyecto de restauración de la Línea del Mar del Este . Se programó una prueba de funcionamiento desde la estación de Jinjin a la estación de North Gamho, pero el 25 de mayo, la prueba se canceló debido a una suspensión de prueba unilateral. Tras una renegociación, el 17 de mayo de 2007 tuvo lugar una operación piloto con la línea Gyeongui . 
Actualmente no hay vías fuera de Corea del Norte, y no hay trenes que operen después de la estación hacia el sur . La región tiene para la verificación en línea de la locomotora y el cuarto volumen de pasajeros Saemaul y desarrollo Fase de volumen de prueba de tren carreras en 2006 23 de mayo está atrayendo la prueba de circulación del tren Civil en 2007, pero mantuvo las premisas yihurodo, 2008 de junio de 3 mukhohang a Fue enviado. El jefe del ferrocarril dijo que se había retirado para inspeccionar los vagones locomotores.

## Historia
- 15 de marzo de 2006   : Terminado como oficina de acceso Norte-Sur con restauración de East Sea Line
- 17 de mayo de 2007   : Prueba de tren con la línea Gyeongui

## Información de la estación
- Dirección : Sacheon - ri, Hyunnae-myeon, Goseong - gun, Gangwon - do
- Estructura de la plataforma : 2 vías con un andén central

## Otros artículos
- Operación de prueba de trenes Norte-Sur 2007
- Estación Dorasan ( Estación más al norte de la línea Gyeongui- Jungang , Corea)
- Estación Soyosan ( Estación más al norte de la estación de metro metropolitana de Seúl)
- Estación Baekmagoji (estación más al norte bajo la línea civil de Corea)
- Estación Mokpo (Estación Oeste de Seúl)
- Yeosu Expo Station ( Estación más al sur de Corea)
- Yeongil Bay Port Station
- Estación de Yeongdeok (la estación más oriental de Corea)